# L'androgino: l'umana nostalgia dell'interezza
L'androgino: l'umana nostalgia dell'interezza è un saggio di Elémire Zolla fatto pubblicare originariamente nel 1980 in lingua inglese e successivamente tradotto e stampato da "Red edizioni" (1989). L'autore descrive e narra del mito dell'Androgino così come esso è venuto a configurarsi nel corso de secoli.

## Contenuti
La figura androgina da sempre ha attratto l'attenzione della mitografia, fin dai tempi più antichi della civiltà: "Né uomo né donna, bensì uomo e donna insieme". L'essere umano, sfiorato dalla sua ombra, addolcisce il proprio ruolo di genere e la sua mascolinità: "quando la mente s'innalza le divisioni sessuali vengono superate e s'incontra l'androgino.
La mistica rinviene l'esperienza trascendentale del matrimonio divino, in cui si diviene "sposa" della divinità; l'Androgino è in tal maniera l'identità di genere suprema, innalzato al livello dell'immanifesto associato al numero Zero, origine di qualsivoglia ulteriore moltiplicabilità.
Nella mitologia greca riassume in un unico nome - Ermafrodito - quello dei suoi divini genitori, Ermes e Afrodite, fondendosi nell'abbraccio eterno con la ninfa Salmace.
Costantemente presente nell'immaginario collettivo figurativo di tutti i popoli e di ogni tradizione, rappresenta la personificazione "inquietante della differenza negata"; appare nella maschera di Pulcinella, come protagonista letterario in Séraphîta di Honoré de Balzac prima e poi come duplice personaggio principale in Orlando di Virginia Woolf.
Nella trattazione fattane da Carlos Castaneda si eleva a topos fisionomico all'interno dello sciamanesimo; la capacità di fascinazione che riesce ad emanare lo trasmuta nell'"eroe del nostro tempo", l'idol giapponese ovvero il divo musicale e/o cinematografico, il modello del mondo della moda e della pubblicità.
Dalla sua più intima caratterizzazione emana perennemente il fascino dell'inquietudine e del turbamento; l'autentica modalità di azione di ogni vero archetipo; in definitiva quello dell'Androgino rivelala profonda verità insita nel subconscio di qualsiasi individuo: "l'elusiva dimensione esistente nella storia della sessualità umana".